# Panüasszisz
Panüasszisz (átírásváltozat: Panyassis; Panyasis; Halikarnasszosz, ma Bodrum, Törökország, i. e. 5. század első fele – Halikarnasszosz, i. e. 454.) i. e. 5. századi ógörög epikus költő.

## Élete és művei
Hérodotosz nagybátyja vagy unokatestvére volt, vele együtt Lügdamisz türannosz politikai ellenfele, aki végül kivégeztette.
Két művéről híres. A Iónika című, 7000 disztichonból álló költeménynek csak a címe maradt fenn. A Herakleia vagy Hérakleiasz Héraklész életéről szólt tizennégy részben, 9000 hexameterben. Ebből csak egy rövid, 50 soros töredék szövege ismeretes.
Életében nem ismerték el tevékenységét, de később, még az ókorban már a négy legnagyobb epikus költő közé számították.
Arisztotelész hibásnak értékelte azokat a műveket, amelyek a mű egységét a hős egységével már biztosítottnak vélik, a Héraklész-eposzokra – azaz név nélkül Panüasszisz művére hivatkozva.
A római kori kritikusok, Dionüsziosz Halikarnasszeusz és Quintilianus dicsérik Panüasszisz művének cselekményét és szerkesztését, stílusát azonban nem.